# Matt Lucena
Matt Lucena (Chico, 4 de agosto de 1969) é um ex-tenista profissional estadunidense.

## Grand Slam finais

### Duplas Mistas: 1 (0–1)
| Posição | N. | Ano  | Torneio   | Parceira         | Oponentes                | Placar   |
| ------- | -- | ---- | --------- | ---------------- | ------------------------ | -------- |
| Campeão | 1. | 1995 | U.S. Open | Meredith McGrath | Cyril Suk Gigi Fernández | 6-4, 6-4 |

## ATP Tour finais

### Duplas: 2 (1–1)
| Posição | N. | Data | Torneio              | Piso   | Parceiro     | Oponentes                          | Placar   |
| ------- | -- | ---- | -------------------- | ------ | ------------ | ---------------------------------- | -------- |
| Campeão | 1. | 1995 | St. Poelten, Áustria | Saibro | Bill Behrens | Libor Pimek Byron Talbot           | 7-5, 6-4 |
| Vice    | 2. | 1996 | Atlanta, EUA         | Saibro | Bill Behrens | Christo Van Rensburg David Wheaton | 6-7, 2-6 |

## Challenger títulos

### Duplas: (4)
| N. | Data | Torneio           | Piso   | Parceiro      | Oponentes                    | Placar   |
| -- | ---- | ----------------- | ------ | ------------- | ---------------------------- | -------- |
| 1. | 1991 | Bloomfield, EUA   | Duro   | Steve DeVries | Doug Eisenman Ted Scherman   | 6-4, 6-3 |
| 2. | 1995 | Cherbourg, França | Duro   | Bill Behrens  | Marius Barnard Stefan Kruger | 7-6, 6-1 |
| 3. | 1995 | Dresden, Alemanha | Saibro | Nuno Marques  | Mike Bauer Jon Ireland       | 6-1, 6-4 |
| 4. | 1995 | Poznań, Polônia   | Saibro | Bill Behrens  | Jeff Belloli Jack Waite      | 7-5, 6-1 |